# Nana Bryant
Nana Irene Bryant (Cincinnati, Ohio; 23 de noviembre de 1888 – Hollywood, California; 24 de diciembre de 1955) fue una actriz de cine, teatro, y televisión estadounidense. Apareció en más de 100 películas entre 1935 y 1955.

## Biografía
Bryant nació en 1888 en Cincinnati, Ohio. Actuó en compañías de Los Ángeles y San Francisco, y pasó varias temporadas de gira. También actuó en Broadway, donde interpretó el papel no cantado de Morgan le Fay en la obra de Rodgers y Hart A Connecticut Yankee in King Arthur's Court, antes de trabajar en películas. Sus otros créditos en Broadway incluyen Marriage Is for Single People (1945), Baby Pompadour (1934), A Ship Comes In (1934), The First Apple (1933), The Dubarry (1932), The Stork is Dead (1932), Heigh-Ho, Everybody (1932), The Padre (1926), The Wild Rose (1926), No More Women (1926), The Firebrand (1924).
Bryant tuvo un papel secundario en el Frank Morgan Show, sustituto veraniego del programa de Jack Benny en 1946.
En televisión, interpretó a la madre de Connie en The First Hundred Years: 344  344 y de Mrs. Nestor en Our Miss Brooks. También hizo varias apariciones como madre de Margaret Williams (Jean Hagen) durante las tres primeras temporadas de Make Room for Daddy.[cita requerida]
Bryant apareció por primera vez en un papel musical del 1 de octubre al 1 de noviembre de 1912 en The Man Who Owns Broadway en el Morosco's Burbank Theatre, producido por David M. Hartford. Su papel era Sylvia, la hija de Anthony Bridwell. Cantó Song of the Soul en el primer acto y I'm in love with one of the stars. La acompañaba Sophia Caldwell, de Wheeling, Virginia Occidental; Caldwell estudiaba entonces para la ópera.

## Vida personal
Bryant estaba casada con el escrtior Ted MacLean.
Bryant murió en Hollywood, California, en 1955, a los 67 años.[cita requerida]

## Filmografía parcial
| - Unknown Woman (1935) - tía Mary - Atlantic Adventure (1935) - Joan Hill (sin acreditar) - A Feather in Her Hat (1935) - Lady Drake - Guard That Girl (1935) - Sarah - Crime and Punishment (1935) - Madam (sin acreditar) - One Way Ticket (1935) - Mrs. Bourne - The Lone Wolf Returns (1935) - tía Julie Stewart - You May Be Next (1936) - Miss Abbott - Lady of Secrets (1936) - Aunt Harriet - The King Steps Out (1936) - Louise - Meet Nero Wolfe (1936) - Sarah Barstow - Blackmailer (1936) - Mrs. Lindsay - The Man Who Lived Twice (1936) - Margaret Schuyler - Theodora Goes Wild (1936) - Ethel Stevenson - Pennies from Heaven (1936) - Miss Howard - Let's Get Married (1937) - Mrs. Willoughby - The League of Frightened Men (1937) - Agnes Burton - The Devil Is Driving (1937) - Mrs. Sanders - A Dangerous Adventure (1937) - Marie - Counsel for Crime (1937) - Mrs. Maddox - Man-Proof (1938) - Meg Swift - Midnight Intruder (1938) - Mrs. John Clark Reitter Sr. - The Adventures of Tom Sawyer (1938) - Mrs. Thatcher - Mad About Music (1938) - Louise Fusenot - Sinners in Paradise (1938) - Mrs. Franklin Sydney - Give Me a Sailor (1938) - Mrs. Minnie Brewster - Always in Trouble (1938) - Mrs. Minnie Darlington - Out West with the Hardys (1938) - Dora Northcote - Peck's Bad Boy with the Circus (1938) - Mrs. Henry Peck - Swing, Sister, Swing (1938) - Hyacinth Hepburn - Lincoln in the White House (1939, Short) - Mary Todd Lincoln (sin acreditar) - Street of Missing Men (1939) - Mrs. Putnam - Parents on Trial (1939) - Margaret Ames - Espionage Agent (1939) - Mrs. Corvall - Our Neighbors – The Carters (1939) - Louise Wilcox - Brother Rat and a Baby (1940) - Mrs. Harper - If I Had My Way (1940) - Marian Johnson - A Little Bit of Heaven (1940) - Mom - Father Is a Prince (1940) - Susan Bower - The Reluctant Dragon (1941) - Mrs. Benchley - Nice Girl? (1941) - Mary Peasley - Thieves Fall Out (1941) - Martha Matthews - One Foot in Heaven (1941) - Mrs. Morris - Public Enemies (1941) - Emma - The Corsican Brothers (1941) - Madame Dupre - Calling Dr. Gillespie (1942) - Mrs. Marshall Todwell - Get Hep to Love (1942) - Aunt Addie - Youth on Parade (1942) - Agatha Frost - Thunder Birds (1942) - Mrs. Blake - Madame Spy (1942) - Alicia Rolf - Hangmen Also Die! (1943) - Mrs. Hellie Novotny - Get Going (1943) - Mrs. Daughtery - Best Foot Forward (1943) - Mrs. Dalrymple - The West Side Kid (1943) - Mrs. Winston | - Princess O'Rourke (1943) - Mrs. Mulvaney (sin acreditar) - The Song of Bernadette (1943) - Mere Imbert (sin acreditar) - The Adventures of Mark Twain (1944) - Mrs. Langdon - Jungle Woman (1944) - Miss Gray - Nurse - Bathing Beauty (1944) - Dean Clinton - Take It or Leave It (1944) - Miss Burke - Marriage Is a Private Affair (1944) - Nurse - Can't Help Singing (1944) - Mrs. Carstairs (sin acreditar) - Brewster's Millions (1945) - Mrs. Gray - Week-End at the Waldorf (1945) - Mrs. H. Davenport Drew - Black Market Babies (1945) - Mrs. Grace Andrews - The Virginian (1946) - Mrs. Wood (sin acreditar) - The Runaround (1946) - Mrs. Mildred Hampton - Big Town (1946) - Mrs. Crane - The Perfect Marriage (1947) - Corinne Williams - Millie's Daughter (1947) - Mrs. Cooper Austin - The Big Fix (1947) - Mrs. Carter - Possessed (1947) - Pauline Graham (sin acreditar) - The Hal Roach Comedy Carnival (1947) - Mrs. Cornelius Belmont Sr., in 'Fabulous Joe' - The Fabulous Joe (1947) - Mrs. Belmont - The Unsuspected (1947) - Mrs. White - Her Husband's Affairs (1947) - Mrs. Winterbottom - Dangerous Years (1947) - Miss Templeton - Goodbye, Miss Turlock (1948, Short) - Miss Turlock (sin acreditar) - Reaching from Heaven (1948) - Kay Bradley - On Our Merry Way (1948) - Ama de llaves (secuencia eliminada) (sin acreditar) - Stage Struck (1948) - Mrs. Howard - Eyes of Texas (1948) - Hattie Waters - Lady at Midnight (1948) - Lydia Forsythe - Inner Sanctum (1948) - Mrs. Mitchell - The Return of October (1948) - prima Therese - The Kissing Bandit (1948) - Monja (sin acreditar) - Ladies of the Chorus (1948) - Mrs. Adele Carroll - State Department: File 649 (1949) - Peggy Brown - Hideout (1949) - Sybil Elwood Kaymeer - The Lady Gambles (1949) - Mrs. Dennis Sutherland - The Blonde Bandit (1950) - Mrs. Henley - Key to the City (1950) - Mrs. Cabot (sin acreditar) - I Was a Shoplifter (1950) - Aunt Clara (sin acreditar) - A Modern Marriage (1950) - Mrs. Brown - Three Secrets (1950) - Mrs. Gilwyn, supervisora de 'The Shelter' (sin acreditar) - Let's Dance (1950) - Mrs. Bryant (sin acreditar) - Harvey (1950) - Mrs. Hazel Chumley - The Du Pont Story (1950) - Elizabeth du Pont - A Modern Marriage (1951) - Follow the Sun (1951) - Sister Beatrice - Only the Valiant (1951) - Mrs. Drumm - Bright Victory (1951) - Mrs. Claire Nevins - Geraldine (1953) - Dean Blake - About Mrs. Leslie (1954) - Mrs. McKay - The Outcast (aka The Fortune Hunter) (1954) - Mrs. Banner - The Private War of Major Benson (1955) - Mother Redempta |